# Арвидас Сабонис
А́рвидас Ро́мас Сабо́нис е литовски баскетболист и баскетболен функционер.
Играл е като център. Избран е за баскетболист № 1 в историята на Литва. Член е на баскетболната зала на славата и на залата на славата на ФИБА. От октомври 2011 г. е президент на Литовската баскетболна федерация.
Неговият син Домантас също е баскетболист, като играе за "Сакраменто Кингс".

## Кариера
Започва кариерата си в Жалгирис. През 1982 г. става световен шампион в състава на СССР. През 1985 г. е избран от „Атланта Хоукс“ в драфта на НБА, но по онова време Сабонис все още не е навършил 21 години и изборът е анулиран от лигата. Следващата година достига финалите на Евролигата с „Жалгирис“ и става световен вицешампион със СССР. През 1986 година е избран в драфта на НБА от „Портланд Трейл Блейзърс“.
През 1988 г., въпреки контузия, Сабонис е включен в състава на Съюза за олимпиадата в Сеул, където печели златен медал. През 1989 г. преминава в испанския „Валядолид“, където играе 3 сезона. През 1992 г. подписва с „Реал“, Мадрид. Печели 2 титли на Испания, Евролигата, става MVP на първенството 2 пъти (1994, 1995) и на Евролигата (1995). Участва в „Евробаскет“ в отбора на Литва и печели сребърен медал.
През 1995 г. достига резултат от средно 22,8 точки на мач. След края на сезона заиграва в „Портланд“, които го взимат въпреки многото травми, когато според лекар Сабонис „може да кандидатства за паркомясто за инвалиди на база само от рентгеновите снимки“. В дебютния си сезон в НБА не играе много, но записва силни показатели и е на 2-ро място в анкетите за „Новобранец на годината“ и „Най-добър шести играч“. Кариерата му в САЩ потръгва и се нарежда сред най-важните играчи на „Портланд“ и любимец на феновете. Центърът е титуляр във всеки мач, в който играе през сезон 1997/1998.
През лятото на 2001 г. решава да се завърне в „Жалгирис“, но не играе поради контузии. След това записва още 1 сезон в „Портланд“, но поради напредналата си спортна възраст започва титуляр в едва 1 мач от 78 изиграни. През 2003 г. отново играе в „Жалгирис“. 40-годишният Сабонис става MVP на редовния сезон в Евролигата и MVP на Топ 16. Отказва се от баскетбола през 2005 г.

## Успехи
- Световен шампион – 1982
- MVP на Евробаскет – 1985
- Световен вицешампион – 1986
- Олимпийски шампион – 1988
- Европейски баскетболист на годината – 1984, 1985, 1988, 1995, 1997, 1999
- MVP на Испанската АКБ Лига – 1994, 1995
- MVP на Final four на Евролигата – 1995
- В идеалния отбор на нобобранците в НБА – 1996
- MVP на редовния сезон на Евролигата – 2004
- MVP на топ 16 на Евролигата – 2004